# オーバートン・ヒル
オーバートン・ヒル（英: Overton Hill）は、イングランド、ウィルトシャーのマールボロ・ダウンズ (Marlborough Downs) の南端にある標高 174メートル (571 ft) の丘である。ウェスト・オーバートンの村のすぐ西、マールボロの町の西およそ 6キロメートル (3.7 mi) に位置する。幹線道路  A4 が通り、南にはケネット川がある。
オーバートン・ヒルは、古代の道路に続くリッジウェイ (The Ridgeway) のナショナルトレイルの出発点として知られる。
丘の上にはザ・サンクチュアリの名称で知られている先史時代の環状遺跡および複数の円丘（墳丘墓）があり、何千年にもわたるヒトの活動を示している。オーバートン・ヒルは、ストーンヘンジ、エーヴベリーと関連する遺跡群として国際連合教育科学文化機関（ユネスコ、UNESCO）の世界遺産（文化遺産）に登録された区域の一部となる。

## 遺跡
オーバートン・ヒルには、新石器時代から青銅器時代の紀元前3000-前900年にわたる木柱サークル（環状木柱列）とストーンサークル（環状列石）による環状遺跡であるザ・サンクチュアリがある。
ザ・サンクチュアリの北東には円形の墳丘墓群のうちの5基があり、ザ・サンクチュアリと同じく、現在、イングリッシュ・ヘリテッジのもとで指定遺跡 (Scheduled monument)として登録されている。これらの墳丘墓は、青銅器時代の紀元前2000-前700年にさかのぼるもので、数多い墳丘墓のなかには中世の初期には埋葬地として使われたものもあった。